# Susan Warner

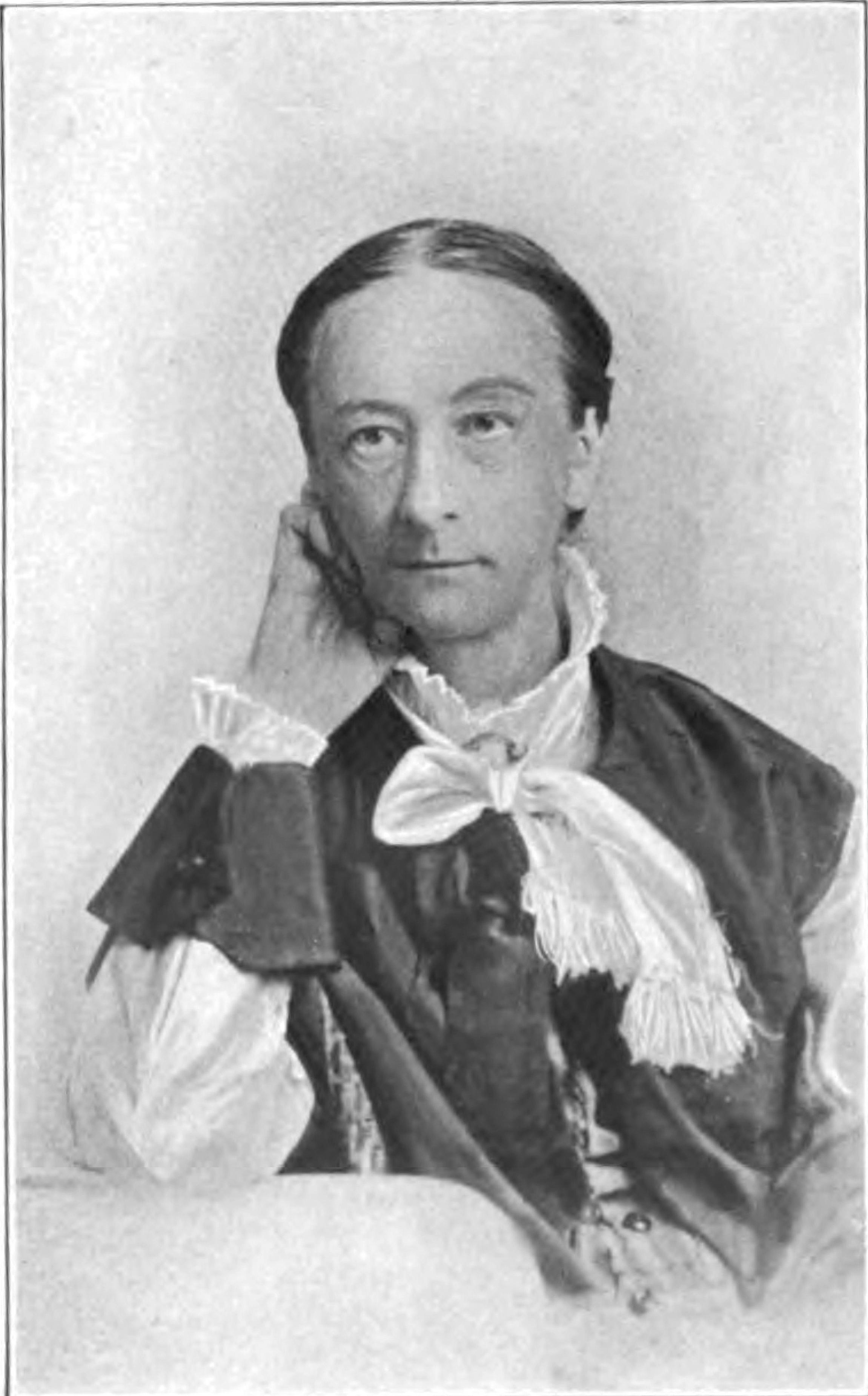
Susan Warner

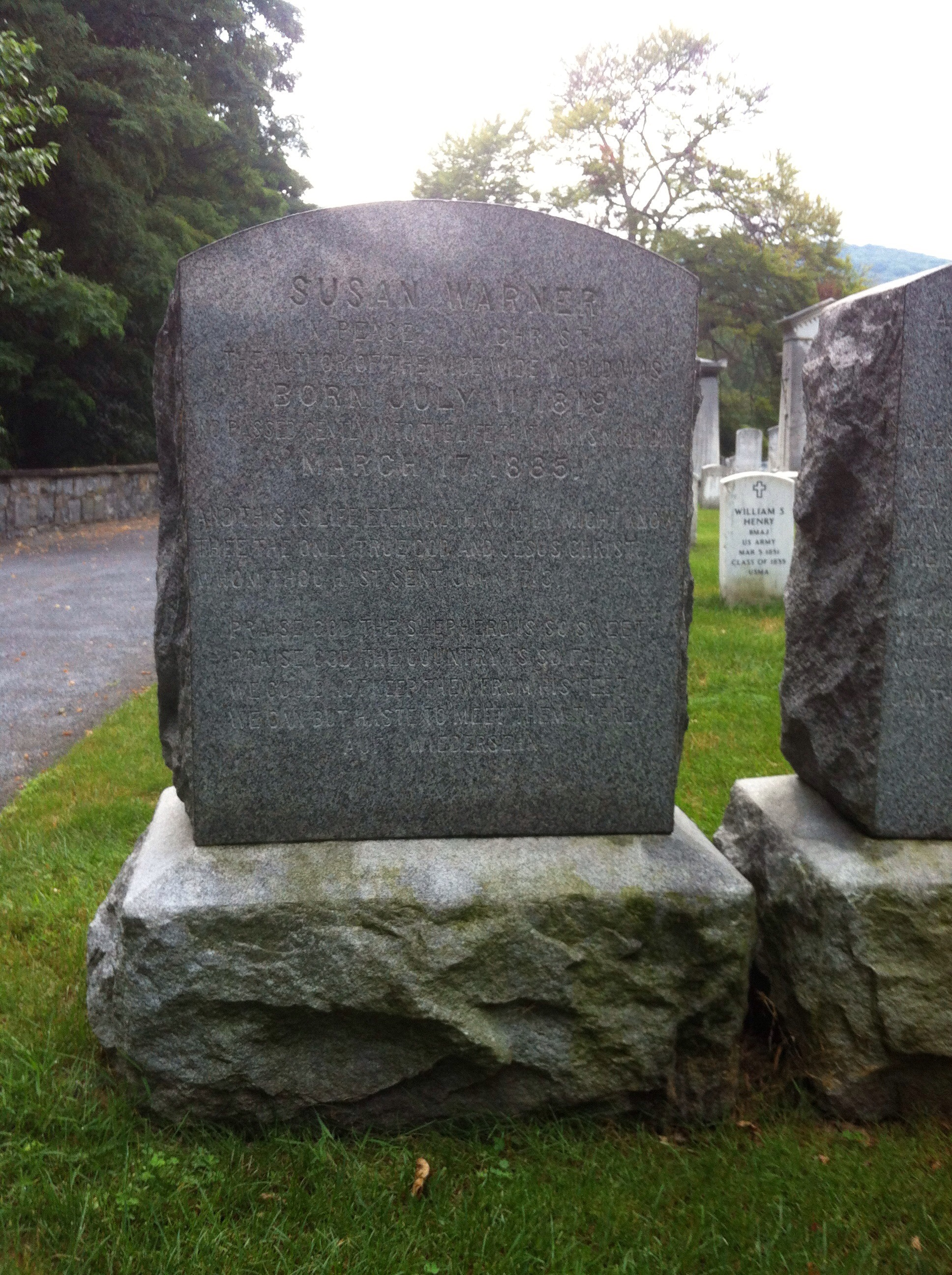
Grabstelle Susan Bogert Warner auf dem West Point Cemetery

Susan Bogert Warner, auch unter dem Pseudonym Elizabeth Wetherell tätig (* 11. Juli 1819 in New York City; † 17. März 1885 in Highland Falls, New York), war eine US-amerikanische presbyterianische Schriftstellerin von religiöser Belletristik, Kinderbüchern und theologischen Werken. Am bekanntesten ist sie für  das Buch The Wide, Wide World. Zu ihren weiteren Werken zählen Queechy, The Hills of Shatemuck, Melbourne House, Daisy, Walks from Eden, House of Israel, What She Could, Opportunities und House in Town. Warner und ihre Schwester Anna Bartlett Warner schrieben zusammen eine Reihe von halbreligiösen Romanen, die sich außerordentlich gut verkauften, darunter Say and Seal, Christmas Stocking, Books of Blessing (acht Bände) oder The Law and the Testimony.

## Leben
Susan Warner wurde in einer alteingesessenen Familie geboren, die ihre Abstammung von den ersten Puritanern auf beiden Seiten zurückverfolgen konnte. Ihr Vater war Henry Warner, ein Anwalt aus New York City, der ursprünglich aus Neuengland stammte, und ihre Mutter war Anna Bartlett, die aus einer wohlhabenden Familie am New Yorker Hudson Square stammte. Sie hatte eine Schwester namens Anna (1827–1915). Die Schwestern wurden privat unterrichtet. Als die Mutter starb, kam die Schwester ihres Vaters, Fanny, zu den Warners. Obwohl der Vater wohlhabend gewesen war, verlor er den größten Teil seines Vermögens in der Panik von 1837 und in den darauf folgenden Prozessen und Fehlinvestitionen. Die Familie musste ihre Villa in Manhattan verlassen und in ein altes Farmhaus aus der Zeit des Revolutionskriegs auf Constitution Island im Hudson River gegenüber von West Point, NY, umziehen. Im Jahr 1849, als sich die finanzielle Situation der Familie kaum änderte, begannen die Schwestern zu schreiben, um ein Einkommen zu erzielen.
Unter dem Pseudonym „Elizabeth Wetherell“ schrieb sie etwa dreißig Romane, von denen viele mehrfach aufgelegt wurden. Ihr erster Roman, The Wide, Wide World (1850), war jedoch der populärste. Er wurde in mehrere andere Sprachen übersetzt, darunter Französisch, Deutsch und Niederländisch. Neben Uncle Tom's Cabin war es vielleicht die am weitesten verbreitete Geschichte amerikanischer Autoren. Weitere Werke sind Queechy (1852), The Law and the Testimony (1853), The Hills of the Shatemuc (1856), The Old Helmet (1863) und Melbourne House (1864). Im 19. Jahrhundert bewunderten die Kritiker die Schilderungen des amerikanischen Landlebens in ihren frühen Romanen. Amerikanische Rezensenten lobten auch Warners christliche und moralische Lehren, während die Londoner Rezensenten ihre Belehrungen eher ablehnten. Die Kritiker des frühen 20. Jahrhunderts stuften Warners Werk als „romantisch“ und damit als wenig literarisch ein. Im späteren 20. Jahrhundert entdeckten feministische Kritiker The Wide, Wide World wieder, diskutierten es als einen häuslichen Roman schlechthin und konzentrierten sich auf die Analyse seiner Darstellung der Geschlechterdynamik.
Einige ihrer Werke schrieb Warner gemeinsam mit ihrer jüngeren Schwester, die selbst auch Bücher, Gedichte und Kirchenlieder veröffentlichte. Auch Warner verfasste Kirchenlieder, darunter Jesus Bids Us Shine.
Beide Schwestern wurden in den späten 1830er Jahren gläubige Christen. Nach ihrer Bekehrung wurden sie konfirmierte Mitglieder der presbyterianischen Kirche in der Mercer Street, obwohl sich Warner methodistischen Kreisen näherte. Die Schwestern gaben zusammen über mehrere Jahre Bibelkurse für die Kadetten in der United States Military Academy in West Point,
Warner starb in Highland Falls, NY, und ist wie ihre Schwester auf dem West Point Cemetery begraben. Ihre Schwester, die sie 30 Jahre überlebte, schrieb eine Biografie über ihre Schwester Susan.

## Werke
- The Wide, Wide World. 1850 (Online); Die weite, weite Welt. G. H. Friedlein. Leipzig 1853.
- Queechy. 1852 (Online).
- The Law and the Testimony. 1853.
- The Hills of the Shatemuc: In Two Volumes. 1856 (Online).
- Say and Seal. 1860.
- Melbourne House. 1864.
- What She Could. 1871 (Online).
- The Flag Of Truce. 1874.
- My Desire. 1879.
- The End of A Coil. 1880.
- Nobody. 1882.
- The Letter of Credit. 1887.
- The House in Town: A Sequel to „Opportunities“. 1871 (Online).
- Willow Brook. 1874 (Online).
- Mr. Rutherford's children, Volume 1. 1853 (Online).
- Opportunities: A Sequel to „What She Could“. 1871 (Online).
- The Word: Walks Form Eden. 1866 (Online).
- Bread and Oranges. 1875 (Online).
- The Old Helmet. 1864 (Online).
- Carl Krinken: His Christmas Stocking. 1854 (Online).